# Rosina Conde
Rosina Conde, nombre artístico de Hilda Rosina Conde Zambada (Mexicali, 10 de febrero de 1954), es una narradora, dramaturga y poeta mexicana.

## Biografía
Aunque nació en Mexicali, Baja California, a los cuatro años se mudó a Tijuana. Hija de los músicos y compositores Guillermo Conde y Laura Mabel Zambada Valdez, los poemas y las canciones fueron parte de su educación desde temprana edad.
“Yo empecé por la tradición oral. Mis padres eran músicos, compositores, a todos nos enseñaron a hablar con poemas y con canciones; entonces empecé con rimas. Mi papá nos componía canciones y versos para que declamáramos, o sea, desde pequeñita nos tenían haciendo numeritos con las visitas cada vez que llegaban a la casa, que generalmente eran artistas”.
A los seis y nueve años empezó a escribir canciones y cuentos respectivamente. Más tarde, durante su educación secundaria, desarrolló el gusto por la lectura de autores como Jean-Paul Sartre, Honoré de Balzac, León Tolstói y Antón Chéjov.
Después, durante su educación preparatoria, Rosina Conde comenzó a escribir poesía y exploró otra faceta, la creación, actuación y montaje de obras de teatro. Al término de la universidad decidió regresar a Tijuana (1976) en donde comenzó a publicar poemas para la revista Hojas de los talleres de la Universidad Autónoma de Baja California.
Estudió Lengua y Literatura Hispánicas en la Facultad de Filosofía y Letras de la Universidad Nacional Autónoma de México (UNAM). Posteriormente, obtuvo el grado de Maestra en Literatura Española por esta misma casa de estudios.
Es cofundadora de la licenciatura en Creación Literaria en la Universidad Autónoma de la Ciudad de México e integrante del Sistema Nacional de Creadores de Arte.

## Trayectoria
Al conocer al escritor y editor Federico Campbell publicó sus poemas en la editorial La máquina de escribir: 
"Fue muy importante, porque realmente La máquina de escribir dio a conocer a muchísimos escritores en esa época, escritores jóvenes que no podíamos publicar en las editoriales comerciales porque nadie nos conocía, digamos que era nuestra primera publicación". 
Posteriormente, Conde abrió su primera editorial independiente, Panfleto y pantomima, en donde publicó su primer cuento De infancia y adolescencia (1982). Asimismo, esta editorial publicaba textos relacionados con la literatura gay y ofrecía un espacio a todos aquellos escritores que no tenían posibilidad de publicar. Otra de las editoriales independientes fundada por Conde es Desliz Ediciones, en donde publicó Poemas por Ciudad Juárez (2016), una obra que retrata la violencia hacia las mujeres y de otros tipos que vive esta ciudad. En palabras de la autora:  
"Poemas de Ciudad Juárez surge por una necesidad personal de impotencia, o sea, generalmente uno escribe sobre las cosas que a uno le preocupan; tengo muchos poemas que no se han publicado porque no les gustan a los editores, donde hablo de la guerra, de la migración, de temas que consideran que no son pertinentes en México, que no tienen nada que ver son la poesía.  

Generalmente uno escribe sobre lo que a uno le anda rondando en la cabeza, entonces, pues a mí los problemas femeninos siempre me rondan en la cabeza, aunque en todos mis cuentos siempre estoy abordando problemas femeninos, y en la poesía no estoy exenta de ellos". 

## Premios
- Río Rita 1990 en Literatura (otorgado por el XII Ayuntamiento de Tijuana, Baja California,1989).
- Premio Nacional de Literatura “Carlos Monsiváis” (otorgado por el XVI Encuentro Hispanoamericano de Escritores “Horas de Junio”, 2010).
- Medalla al Mérito Literario “Abigael Bohórquez” (XXVI Jornadas Binacionales de Literatura Abigael Bohórquez, 2017).
- Premio "Gilberto Owen" en la categoría cuento (1996).
- Homenaje en la Feria del Libro del Palacio de Minería por 40 años de trayectoria como editora, escritora y docente.
- Beca del Sistema Nacional de Creadores de Arte.
- Homenaje en el Festival de Literatura en el Norte (Felino).

## Obras
Tiene publicadas 22 libros de diversos géneros literarios: cuento, dramaturgia, ensayo, novela y poesía. Entre ellos se encuentran:
- Poemas de seducción (poesía, 1981)
- De infancia y adolescencia (cuento, 1982)
- En la tarima (cuento, 1984)
- El agente secreto (cuento, 1990)
- De amor gozoso ( poesía,1992)
- Textículos ( poesía,1992)
- Arrieras somos (cuento, 1994)
- Bolereando el llanto (poesía, 1993)
- Embotellado de origen (cuento, 1994)
- La Genara (novela, 1998)
- Como cashora al sol (novela, 2007)
- Desnudamente roja (cuento, 2010)
- Poesía reunida (poesía, 2014)
- Poemas por Ciudad Juárez (poesía, 2016)

Cabe mencionar que también se suman obras de arte-acción que incluyen guion, vestuario y escenografía inédita, y las cuales han sido traducidas al inglés y alemán.